# 西伯利亚小檗
西伯利亚小檗（学名：Berberis sibirica）是小檗科小檗属的植物。其种加词“sibirica”意为“西伯利亚的”。分布在蒙古、西伯利亚以及中国大陆的新疆、河北、东北、山西、内蒙古等地，生长于海拔1,450米至3,000米的地区，见于高山碎石坡、陡峭山坡和荒漠地区，目前尚未由人工引种栽培。

## 别名
刺叶小檗（内蒙古植物志）

## 异名
- Berberis altaica Pall.
- Berberis borealisinensis Nakai
- Berberis sibirica f. subintegerrima Krasnob.
- Berberis sibirica var. glauconigrescens Peschkova
- Berberis xinganensis G.H.Liu & S.Q.Zhou